# Sergentomyia turkestanica
Sergentomyia turkestanica är en tvåvingeart som beskrevs av Oskar Theodor och Mesghali 1964. Sergentomyia turkestanica ingår i släktet Sergentomyia och familjen fjärilsmyggor. Inga underarter finns listade i Catalogue of Life.